# مقاطعة بريسكو (تكساس)
مقاطعة بريسكو (بالإنجليزية: Briscoe  County)‏ هي إحدى المقاطعات في ولاية تكساس، الولايات المتحدة الأمريكية، يبلغ عدد سكانها 1,637 نسمة طبقا لإحصاء عام 2010 .

موقع المقاطعة في ولاية تكساس